# Christoph von Siebold
Johann Georg Christoph von Siebold, född 1767 i Würzburg, Furstbiskopsdömet Würzburg, död 1798, var en tysk läkare. Han var son till Carl Caspar von Siebold, bror till Damian, Barthel och Elias von Siebold samt far till Philipp Franz von Siebold.
Christoph von Siebold var vid sin död medicine professor vid Würzburgs universitet.